# Lista uczestników Giro d’Italia 2013
Lista uczestników Giro d’Italia 2013
W wyścigu brało udział 19 drużyn UCI World Tour oraz 4 zaproszone drużyny UCI Professional Continental. Zawodnicy nosili numery od 1 do 219. W każdej drużynie było 9 zawodników, więc pierwsza drużyna otrzymała numery od 1 do 9, druga od 11 do 19, trzecia od 21 do 29, itd. Wyjątkiem była drużyna FDJ, która nosiła numery od 100 do 107 oraz 109, ponieważ organizatorzy postanowili już nigdy nie używać numeru 108, z którym podczas Giro d’Italia 2011 jechał, tragicznie wtedy zmarły, Wouter Weylandt.

## Legenda
| Legenda        | Legenda                                    |
| -------------- | ------------------------------------------ |
| A pink jersey  | Zwycięzca klasyfikacji generalnej          |
| A red jersey   | Zwycięzca klasyfikacji punktowej           |
| A blue jersey  | Zwycięzca klasyfikacji górskiej            |
| A white jersey | Zwycięzca klasyfikacji młodzieżowej        |
| DNS            | Zawodnik nie wystartował do etapu          |
| DNF            | Zawodnik nie ukończył etapu                |
| DSQ            | Zawodnik został zdyskwalifikowany          |
| HD             | Zawodnik przekroczył limit czasu na etapie |

## Drużyny
| # | Kolarz                | Wiek | Poz.   |
| - | --------------------- | ---- | ------ |
| 1 | Ryder Hesjedal        | 32   | DNS-13 |
| 2 | Tom Danielson         | 35   | 49     |
| 3 | Thomas Dekker         | 28   | 136    |
| 4 | Nathan Haas           | 24   | DNF-16 |
| 5 | Ramūnas Navardauskas  | 25   | 87     |
| 6 | Robert Hunter         | 37   | 141    |
| 7 | David Millar          | 36   | DNF-14 |
| 8 | Peter Stetina         | 25   | 52     |
| 9 | Christian Vande Velde | 36   | 110    |

| #  | Kolarz              | Wiek | Poz.   |
| -- | ------------------- | ---- | ------ |
| 11 | Domenico Pozzovivo  | 30   | 10     |
| 12 | Davide Appollonio   | 23   | 168    |
| 13 | Manuel Belletti     | 27   | 144    |
| 14 | Julien Bérard       | 25   | DNS-8  |
| 15 | Carlos Betancur     | 23   | 5      |
| 16 | Guillaume Bonnafond | 25   | 107    |
| 17 | Hubert Dupont       | 32   | 32     |
| 18 | Ben Gastauer        | 25   | 51     |
| 19 | Sylvain Georges     | 29   | DNS-11 |

| #  | Kolarz               | Wiek | Poz.   |
| -- | -------------------- | ---- | ------ |
| 21 | Franco Pellizotti    | 35   | 11     |
| 22 | Giairo Ermeti        | 32   | 151    |
| 23 | Fabio Felline        | 23   | 43     |
| 24 | Mattia Gavazzi       | 29   | DSQ-16 |
| 25 | Tomás Gil            | 35   | DNF-9  |
| 26 | Jackson Rodríguez    | 28   | 50     |
| 27 | Diego Rosa           | 24   | 23     |
| 28 | Miguel Ángel Rubiano | 28   | 45     |
| 29 | Emanuele Sella       | 32   | 58     |

| #  | Kolarz             | Wiek | Poz.   |
| -- | ------------------ | ---- | ------ |
| 31 | Vincenzo Nibali    | 28   | 1      |
| 32 | Valerio Agnoli     | 29   | 39     |
| 33 | Fabio Aru          | 22   | 42     |
| 34 | Dmitriy Gruzdev    | 27   | 146    |
| 35 | Tanel Kangert      | 26   | 14     |
| 36 | Fredrik Kessiakoff | 32   | 90     |
| 37 | Paolo Tiralongo    | 35   | 99     |
| 38 | Alessandro Vanotti | 32   | DNF-14 |
| 39 | Andrey Zeits       | 26   | 106    |

| #  | Kolarz                     | Wiek | Poz.   |
| -- | -------------------------- | ---- | ------ |
| 41 | Stefano Pirazzi            | 26   | 44     |
| 42 | Enrico Battaglin           | 23   | DNF-14 |
| 43 | Nicola Boem                | 23   | 137    |
| 44 | Francesco Manuel Bongiorno | 22   | 71     |
| 45 | Marco Canola               | 24   | 139    |
| 46 | Sonny Colbrelli            | 22   | 89     |
| 47 | Stefano Locatelli          | 24   | 102    |
| 48 | Sacha Modolo               | 25   | 125    |
| 49 | Edoardo Zardini            | 23   | 138    |

| #  | Kolarz             | Wiek | Poz.   |
| -- | ------------------ | ---- | ------ |
| 51 | Robert Gesink      | 26   | DNS-20 |
| 52 | Jack Bobridge      | 23   | DNS-14 |
| 53 | Stef Clement       | 30   | 48     |
| 54 | Juan Manuel Gárate | 37   | 31     |
| 55 | Wilco Kelderman    | 22   | 17     |
| 56 | Steven Kruijswijk  | 25   | 26     |
| 57 | Paul Martens       | 29   | 63     |
| 58 | Maarten Tjallingii | 35   | 131    |
| 59 | Maarten Wynants    | 30   | DNF-16 |

| #  | Kolarz           | Wiek | Poz.   |
| -- | ---------------- | ---- | ------ |
| 61 | Cadel Evans      | 36   | 3      |
| 62 | Adam Blythe      | 23   | 167    |
| 63 | Steve Cummings   | 32   | 149    |
| 64 | Klaas Lodewyck   | 25   | DNS-7  |
| 65 | Steve Morabito   | 30   | 34     |
| 66 | Daniel Oss       | 26   | 140    |
| 67 | Taylor Phinney   | 22   | DNF-16 |
| 68 | Ivan Santaromita | 29   | 30     |
| 69 | Danilo Wyss      | 27   | 84     |

| #  | Kolarz               | Wiek | Poz. |
| -- | -------------------- | ---- | ---- |
| 71 | Elia Viviani         | 24   | 119  |
| 72 | Damiano Caruso       | 25   | 19   |
| 73 | Tiziano Dall'Antonia | 29   | 113  |
| 74 | Paolo Longo Borghini | 32   | 67   |
| 75 | Alan Marangoni       | 28   | 114  |
| 76 | Fabio Sabatini       | 28   | 93   |
| 77 | Cristiano Salerno    | 28   | 86   |
| 78 | Cayetano Sarmiento   | 26   | 91   |
| 79 | Cameron Wurf         | 29   | 128  |

| #  | Kolarz            | Wiek | Poz.   |
| -- | ----------------- | ---- | ------ |
| 81 | Fabio Duarte      | 26   | 28     |
| 82 | Darwin Atapuma    | 25   | 18     |
| 83 | Edwin Ávila       | 23   | 164    |
| 84 | Robinson Chalapud | 29   | 94     |
| 85 | Leonardo Duque    | 33   | 79     |
| 86 | Wilson Marentes   | 27   | 162    |
| 87 | Dalivier Ospina   | 27   | DNF-12 |
| 88 | Jarlinson Pantano | 24   | 46     |
| 89 | Carlos Quintero   | 27   | DNF-10 |

| #  | Kolarz             | Wiek | Poz.  |
| -- | ------------------ | ---- | ----- |
| 91 | Samuel Sánchez     | 35   | 12    |
| 92 | Jorge Azanza       | 30   | 33    |
| 93 | Egoi Martínez      | 34   | 22    |
| 94 | Ricardo Mestre     | 29   | 145   |
| 95 | Miguel Minguez     | 24   | 166   |
| 96 | Ioannis Tamouridis | 32   | 152   |
| 97 | Pablo Urtasun      | 33   | DNF-5 |
| 98 | Gorka Verdugo      | 34   | 64    |
| 99 | Robert Vrečer      | 32   | 92    |

| #   | Kolarz            | Wiek | Poz.   |
| --- | ----------------- | ---- | ------ |
| 100 | Arnold Jeannesson | 27   | DNF-9  |
| 101 | Nacer Bouhanni    | 22   | DNS-13 |
| 102 | Sandy Casar       | 34   | DNS-4  |
| 103 | Murilo Fischer    | 33   | 147    |
| 104 | Johan Le Bon      | 22   | 115    |
| 105 | Francis Mourey    | 32   | 20     |
| 106 | Laurent Pichon    | 26   | 163    |
| 107 | Dominique Rollin  | 30   | 75     |
| 109 | Anthony Roux      | 26   | DNF-16 |

| #   | Kolarz           | Wiek | Poz.   |
| --- | ---------------- | ---- | ------ |
| 111 | Giampaolo Caruso | 32   | 41     |
| 112 | Luca Paolini     | 36   | 59     |
| 113 | Maksim Bielkow   | 28   | HD-18  |
| 114 | Pawieł Brutt     | 31   | 103    |
| 115 | Władimir Gusiew  | 30   | 65     |
| 116 | Piotr Ignatienko | 25   | 40     |
| 117 | Dmitry Kozonchuk | 29   | DNF-16 |
| 118 | Yuri Trofimov    | 29   | 13     |
| 119 | Ángel Vicioso    | 36   | DNS-10 |

| #   | Kolarz              | Wiek | Poz.  |
| --- | ------------------- | ---- | ----- |
| 121 | Michele Scarponi    | 33   | 4     |
| 122 | Mattia Cattaneo     | 22   | DNF-7 |
| 123 | Kristijan Đurasek   | 25   | 68    |
| 124 | Roberto Ferrari     | 30   | 150   |
| 125 | Przemysław Niemiec  | 33   | 6     |
| 126 | Daniele Pietropolli | 32   | 80    |
| 127 | Filippo Pozzato     | 31   | 120   |
| 128 | José Serpa          | 34   | 27    |
| 129 | Simone Stortoni     | 27   | 56    |

| #   | Kolarz           | Wiek | Poz. |
| --- | ---------------- | ---- | ---- |
| 131 | Lars Bak         | 33   | 95   |
| 132 | Dirk Bellemakers | 29   | 111  |
| 133 | Brian Bulgac     | 25   | 135  |
| 134 | Francis De Greef | 28   | 21   |
| 135 | Kenny Dehaes     | 28   | 156  |
| 136 | Gert Dockx       | 24   | 104  |
| 137 | Adam Hansen      | 31   | 72   |
| 138 | Vicente Reynès   | 31   | 109  |
| 139 | Frederik Willems | 33   | 117  |

| #   | Kolarz            | Wiek | Poz. |
| --- | ----------------- | ---- | ---- |
| 141 | Eros Capecchi     | 26   | 70   |
| 142 | Juan José Cobo    | 32   | 116  |
| 143 | Alex Dowsett      | 24   | 148  |
| 144 | José Herrada      | 27   | 24   |
| 145 | Beñat Intxausti   | 27   | 8    |
| 146 | Władimir Karpiec  | 32   | 47   |
| 147 | Pablo Lastras     | 37   | 85   |
| 148 | Francisco Ventoso | 30   | 66   |
| 149 | Giovanni Visconti | 30   | 35   |

| #   | Kolarz             | Wiek | Poz.   |
| --- | ------------------ | ---- | ------ |
| 151 | Mark Cavendish     | 27   | 127    |
| 152 | Gianluca Brambilla | 25   | 105    |
| 153 | Michał Gołaś       | 28   | 62     |
| 154 | Iljo Keisse        | 30   | 159    |
| 155 | Serge Pauwels      | 29   | 77     |
| 156 | Jérôme Pineau      | 33   | 124    |
| 157 | Gert Steegmans     | 32   | DNS-14 |
| 158 | Matteo Trentin     | 23   | 118    |
| 159 | Julien Vermote     | 23   | 132    |

| #   | Kolarz          | Wiek | Poz.   |
| --- | --------------- | ---- | ------ |
| 161 | Matthew Goss    | 26   | DNF-16 |
| 162 | Luke Durbridge  | 22   | 142    |
| 163 | Leigh Howard    | 23   | DNS-7  |
| 164 | Jens Keukeleire | 24   | 74     |
| 165 | Brett Lancaster | 33   | 121    |
| 166 | Christian Meier | 27   | 143    |
| 167 | Jens Mouris     | 33   | 160    |
| 168 | Svein Tuft      | 35   | 154    |
| 169 | Pieter Weening  | 32   | 38     |

| #   | Kolarz             | Wiek | Poz.   |
| --- | ------------------ | ---- | ------ |
| 171 | Robert Kišerlovski | 26   | 15     |
| 172 | George Bennett     | 23   | 122    |
| 173 | Danilo Hondo       | 39   | 96     |
| 174 | Tiago Machado      | 27   | 36     |
| 175 | Giacomo Nizzolo    | 24   | 130    |
| 176 | Nelson Oliveira    | 24   | 81     |
| 177 | Jarosław Popowycz  | 33   | 133    |
| 178 | Hayden Roulston    | 32   | DNS-17 |
| 179 | Jesse Sergent      | 24   | 153    |

| #   | Kolarz            | Wiek | Poz.   |
| --- | ----------------- | ---- | ------ |
| 181 | Bradley Wiggins   | 33   | DNS-13 |
| 182 | Dario Cataldo     | 28   | 57     |
| 183 | Sergio Henao      | 25   | 18     |
| 184 | Christian Knees   | 32   | 60     |
| 185 | Danny Pate        | 34   | 134    |
| 186 | Salvatore Puccio  | 23   | 73     |
| 187 | Kanstancin Siucou | 30   | 37     |
| 188 | Rigoberto Urán    | 26   | 2      |
| 189 | Xabier Zandio     | 36   | 82     |

| #   | Kolarz            | Wiek | Poz.   |
| --- | ----------------- | ---- | ------ |
| 191 | John Degenkolb    | 24   | DNS-10 |
| 192 | Thomas Damuseau   | 24   | 53     |
| 193 | Bert De Backer    | 29   | 157    |
| 194 | Koen de Kort      | 30   | 78     |
| 195 | Patrick Gretsch   | 26   | 69     |
| 196 | Ji Cheng          | 25   | DNS-6  |
| 197 | Tobias Ludvigsson | 22   | 112    |
| 198 | Luka Mezgec       | 24   | 123    |
| 199 | Albert Timmer     | 27   | 129    |

| #   | Kolarz            | Wiek | Poz.   |
| --- | ----------------- | ---- | ------ |
| 201 | Rafał Majka       | 23   | 7      |
| 202 | Daniele Bennati   | 32   | DNS-14 |
| 203 | Manuele Boaro     | 25   | 100    |
| 204 | Matti Breschel    | 28   | DNS-12 |
| 205 | Mads Christensen  | 29   | 126    |
| 206 | Karsten Kroon     | 37   | DNS-14 |
| 207 | Jewgienij Pietrow | 34   | 25     |
| 208 | Bruno Pires       | 31   | 61     |
| 209 | Rory Sutherland   | 31   | 97     |

| #   | Kolarz             | Wiek | Poz.   |
| --- | ------------------ | ---- | ------ |
| 211 | Marco Marcato      | 29   | 76     |
| 212 | Grega Bole         | 27   | DNF-20 |
| 213 | Martijn Keizer     | 25   | 101    |
| 214 | Maurits Lammertink | 22   | 155    |
| 215 | Pim Ligthart       | 24   | 161    |
| 216 | Rob Ruijgh         | 26   | 54     |
| 217 | Rafael Valls       | 25   | 29     |
| 218 | Frederik Veuchelen | 34   | 83     |
| 219 | Willem Wauters     | 23   | 158    |

| #   | Kolarz             | Wiek | Poz.   |
| --- | ------------------ | ---- | ------ |
| 221 | Stefano Garzelli   | 39   | 108    |
| 222 | Rafael Andriato    | 25   | 165    |
| 223 | Francesco Chicchi  | 32   | DNS-9  |
| 224 | Danilo Di Luca     | 37   | DSQ-19 |
| 225 | Oscar Gatto        | 28   | 98     |
| 226 | Alessandro Proni   | 30   | 88     |
| 227 | Matteo Rabottini   | 25   | 55     |
| 228 | Mauro Santambrogio | 28   | 9      |
| 229 | Fabio Taborre      | 27   | DNF-10 |